# Louis Quicherat
Louis Marie Quicherat (12. oktober 1799 i Paris -17. november 1884 sammesteds) var en fransk filolog, bror til Jules Quicherat.
Quicherat var fra 1843 konservator ved Bibliothèque Sainte-Geneviève. Foruden forskellige leksika og klassikerudgaver har han udgivet Traité de versification latine (1826), Traité de versification française (1838), Nouvelle prosodie latine (1839) og Mélanges de philologie (1879).